# Révbíró Tamás
Révbíró Tamás (Kilroy) (Budapest, 1947. szeptember 26. –) magyar újságíró, műfordító, dalszövegíró.

## Életpályája
1967–1972 között az Eötvös Loránd Tudományegyetem Bölcsészettudományi Kar angol-magyar szakos hallgatója volt.
1972–1979 között a Füles olvasószerkesztője volt. 1979–1983 között az Interpress Magazin szerkesztőjeként, 1989–1990 között felelős szerkesztőjeként dolgozott.
1983–1985 között a Hungaroton főszerkesztőjeként tevékenykedett. 1985–1989 között a Novotrade Rt. művészeti vezetője volt.
1990–1996 között Csepregi Éva dalszövegeinek írója volt. 1991–1992 között a Playboy főszerkesztő-helyettese volt. 1993-tól szabadúszóként dolgozik.

## Családja
Szülei Révbíró László és Petrina Erzsébet voltak. 1998-ban házasságot kötött Dobos Annával.

## Művei
- A. Goldman: Elvis (sajtó alá rendezte; 1985)
- Hetedhét Commodore (könyvsorozat, 1985-1986)
- Scarabaeus (komputerjáték, 1986)
- Alternative World Games (komputerjáték, 1987)

## Műfordításai
- P. G. Wodehouse: Nyári zivatar (1976)
- Gerald Durrell: A halak jelleme (1978)
- Lewis Carroll: Alice Tükörországban (Pozsony-Budapest, 1980)
- Edith Nesbit: Septimus Septimusson. A halász hetedik fia (1980)
- John Lennon: Anne Duffield példátlan ecsete (1981)
- P. G. Wodehouse: Az életművész (1984)
- Mark Twain: Tom Sawyer léghajón (Pozsony-Budapest, 1985)
- Stephen Leacock: Rosszcsirkeff Mária és társai (többekkel, Pozsony-Budapest, 1985)
- Gerald Durrell: Madarak, vadak, rokonok (2. kiadás, 1987)
- Ian Fleming: A gyémánt örök. James Bond (1990)
- P. G. Wodehouse: Folytassa, Jeeves! (1991)
- Richard Bach: Illúziók. Egy vonakodó messiás kalandjai (Simóné Avarosy Évával, 1992)
- Kahlil Gibran: A próféta (1992)
- Ed Kelleher: Sátán (1993)
- Richard Aellen: Sárga szél (1993)
- Noel Langley: Cayce a reinkarnációról (1994)
- Jane Roberts: Seth megszólal (1994)
- Meg Mystic: Asztro-szerelem. A zodiákus jegyek szerelmi titkai (1994)
- Tony Curtis: Önéletrajz (1994)
- James Redfield: A mennyei prófécia (1995)
- Jane Roberts: Seth könyve. A lélek örök érvényessége (1995-1996)
- Stuart Wilde: Az élet nem küzdelem (1995)
- Gerald G. Jampolsky: A szeretet tanítása. A megbocsátás határtalan (1995)
- P. G. Wodehouse: Psmith a pénzvilágban (1996)
- James Redfield: A mennyei prófécia. Gyakorlati útmutató (1997)
- P. G. Wodehouse: Mike és Psmith (1997)